# Mesapamea lancea
Mesapamea lancea là một loài bướm đêm trong họ Noctuidae.